# DDR-Sonderliga 1987/88 (Badminton)
Die DDR-Sonderliga im Badminton war in der Saison 1987/88 die höchste Mannschaftsspielklasse der in der DDR Federball genannten Sportart. Es war die 29. Austragung dieser Mannschaftsmeisterschaft. Es war die erste Spielzeit ohne Serienmeister Tröbitz. Die erste Mannschaft war zum Ende der Vorsaison aufgelöst worden und nicht mehr für die neue Serie gemeldet worden.

## Endstand
| Platz | Mannschaft |
| ----- | --- |
| 1.    | Einheit Greifswald (Erfried Michalowsky, Edgar Michalowski, Petra Michalowsky, Birgit Kämmer, Thomas Greeck, Joachim Schimpke)               |
| 2.    | HSG Lok HfV Dresden (Andreas Benz, Monika Cassens, Joachim Völker, Michael Huber, Steffen Körbitz, Claus Cassens, Birgit Harder)             |
| 3.    | Einheit Greifswald II (Joachim Schimpke, Thomas Greeck, Jens Thonack, Norbert Michalowsky, Angela Michalowski, Kerstin Bohn, Petra Schubert) |
| 4.    | HSG DHfK Leipzig (Holger Wippich, Axel Hundorf, Sven Weise, Thomas Bölke, Manfred Blauhut, Heike Franke, Turid Goetz, Christel Iske)         |
| 5.    | EBT Berlin |
| 6.    | Robur Zittau |